# Polygonia undina
Polygonia undina  (лат.) — дневная бабочка из семейства Nymphalidae.

## Систематика
Таксон впервые описан в 1890 году русским путешественником, зоологом и лепидоптерологом, исследователем Западного Китая, Памира, Тянь-Шаня и Дальнего Востока Григорием Ефимовичем Грум-Гржимайло под названием
Vanessa c-album var. undina. Затем, длительное время рассматривался в ранге подвида Polygonia egea. В 2009 году по результатам ДНК-анализа выделен в самостоятельный вид.

## Описание
Основной фон крыльев бабочки является охристо-рыжим. Задний край переднего крыла имеет характерную полукруглую вырезку. Центральная ячейка на задних крыльях является не замкнутой. Внешний край крыльев сильно изрезан, характеризуется заметными выступами на жилках M1 и Cu2 на передних крыльях и на жилках M3 и Cu2 — на задних. На нижней стороне крылья отличаются характерным рисунком из чередующихся бурых оттенков, которые имитируют собой кору дерева. Половой диморфизм выражен слабо, отличия проявляются в несколько более крупных размерах самок.

## Ареал
Гиссар, Памиро-Алай, Тянь-Шань, Северо-Западный Китай и Гималаи.

## Биология
В покое обычно садятся на листьях деревьев или кустарников, часто сложив крылья. Имаго питаются нектаром различных видов травянистых и кустарниковых растений, бродящим соком деревьев и перезревшими плодами, охотно садятся на влажную почву по краям луж и водоёмов, а также на экскременты животных. Гусеницы держатся обычно на нижней стороне листьев. Окукливаются на кормовых растениях или в укрытии. Куколка свободная и прикрепляется головой вниз.